# Dissacus
Dissacus és un gènere de mamífer mesonic extint de la família dels mesoníquids. Se n'han trobat restes fòssils a Àsia, Europa i Nord-amèrica.
Tenia aproximadament la mateixa mida que un coiot o un xacal.